# Lebanon (film)
Pour les articles homonymes, voir Lebanon.
Pour plus de détails, voir Fiche technique et Distribution.
Lebanon est un film israélien, en coproduction franco-germano-libanaise, du réalisateur israélien Samuel Maoz, sorti en 2009. Inspiré par l'expérience vécue par le réalisateur lors de l'invasion israélienne du Liban en 1982, le film est filmé du point de vue subjectif des occupants d'un char de combat. L'extérieur est notamment filmé via la lunette de visée de l'artilleur ou du mitrailleur.
Il a obtenu le Lion d'or à la Mostra de Venise 2009.
Le journal britannique The Guardian l'a décrit comme un film anti-guerre. 

## Synopsis
Quatre jeunes militaires israéliens se retrouvent dans un tank ; ils doivent combattre en première ligne lors l'invasion israélienne du Liban le 6 juin 1982. Ils se retrouvent rapidement au cœur des combats.
Pendant une partie du film, on voit également le corps d'un soldat israélien mort (gardé là jusqu'à ce qu'il soit évacué par avion), un prisonnier de guerre syrien, un officier supérieur israélien en visite et un Libanais phalangiste en visite qui menace le prisonnier de guerre syrien de torture et de mort atroce.
Les soldats ont reçu pour instruction d'utiliser des grenades au phosphore, interdites par un traité international.
Le tireur n'a jamais tiré au combat et hésite au début. Un autre soldat israélien est tué, ainsi qu'un homme innocent, dans un incident ultérieur qui implique un manque de jugement grave. Les soldats doivent faire face à la détérioration du char, à la chaleur, à la fumée, à la saleté, à la puanteur, à l'exiguïté des locaux, aux pannes d'équipement, aux problèmes de navigation, aux informations contradictoires et aux querelles récurrentes.

## Fiche technique
- Titre : Lebanon
- Réalisation : Samuel Maoz
- Scénario : Samuel Maoz
- Photographie : Giora Bejach
- Montage : Arik Lahav Leibovitz
- Son : Alex Claude
- Société de distribution : CTV International (France)
- Pays d'origine :  Israël,  France,  Allemagne et  Royaume-Uni
- Langue originale : hébreu
- Durée : 92 minutes
- Genre : guerre
- Dates de sortie :
  - Italie : 8 septembre 2009 (Mostra de Venise)
  - France : 3 février 2010
  - Belgique : 17 mars 2010

## Distribution
- Oshri Cohen : Herzl
- Zohar Shtrauss : Jamil
- Michael Moshonov : Yigal
- Itay Tiran : Assi
- Yoav Donat : Shmulik
- Reymonde Amsalem[2] : la femme libanaise
- Dudu Tassa : le prisonnier syrien
- Ashraf Barhom : premier phalangiste

## Distinction
- 2009 : Lion d'or à la 66e Mostra de Venise